# Religion i Uppsala

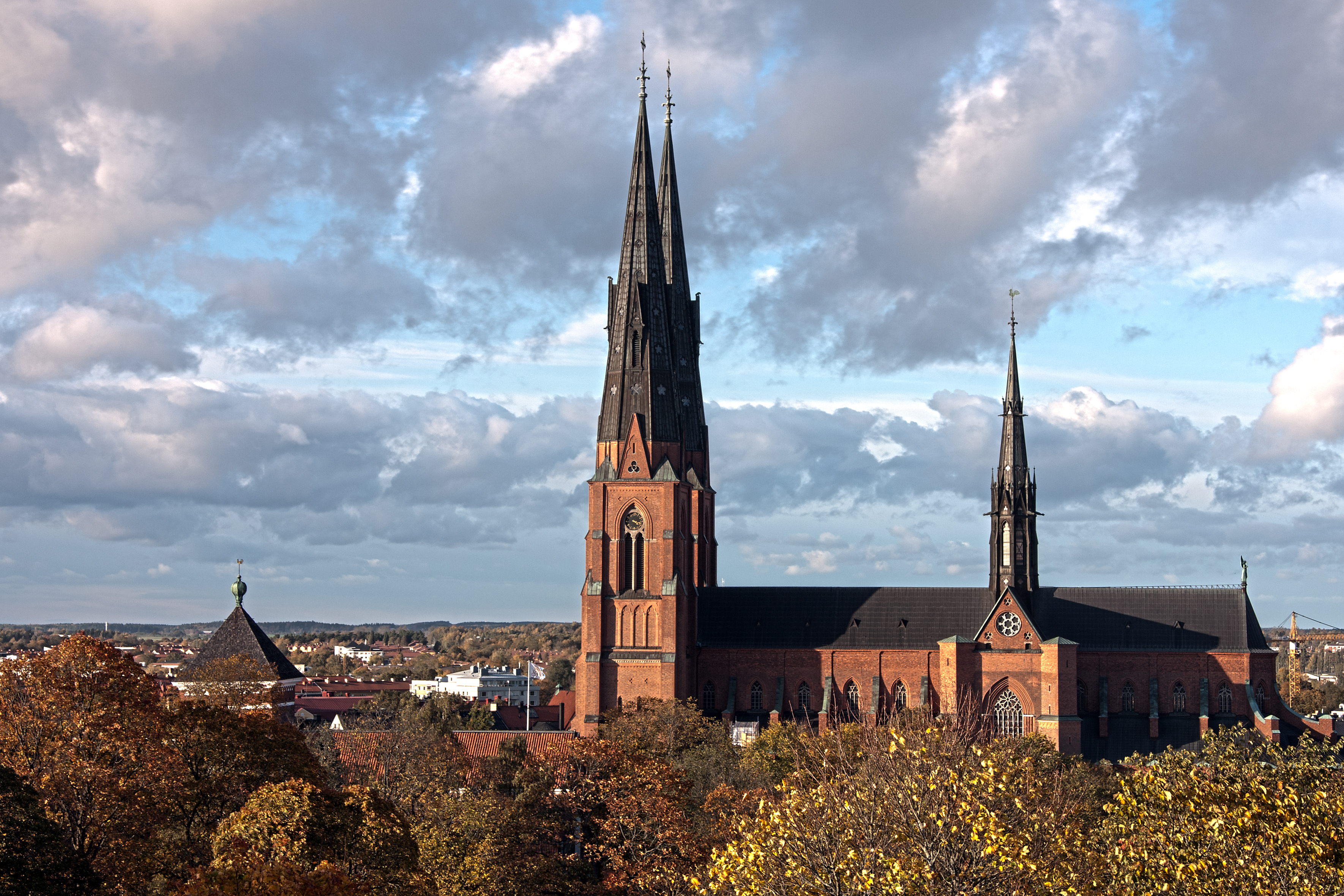
Uppsala domkyrka i oktober 2011.

Religion har varit en viktig del av Uppsalas kultur och historia under lång tid. Redan under järnåldern byggdes Uppsala tempel vilket stod kvar till Sveriges kristnande under 1000-talet. Uppsala stift har varit ärkebiskopsstift sedan 
1164. Sedan Livets Ord grundades 1983 har kyrkan haft sitt säte i Uppsala. Uppsala har idag också bland annat en katolsk kyrka, en moské, en rikets sal tillhörande Jehovas Vittnen och ett kapell tillhörande Jesu Kristi Kyrka av Sista Dagars Heliga.

## Historia

Målningen Midvinterblot som är konstnären Carl Larssons tolkning av Uppsala tempel.

Se även Uppsalas historia och Uppsala tempel
Den första kända kyrkobyggnaden i Uppsala är Uppsala tempel. Tempelbyggnaden i Gamla Uppsala antas ha varit den svenska asatrons centralhelgedom. Templet tros ha bränts och rivits omkring år 1087 på order av kung Inge den äldre, som då dräpte sin svåger Blot-Sven och därigenom lyckades slå ner den sista offentliga kulten tillägnad asarna. Förutom att Uppsala tempel förstördes ska offerträdet ha huggits ned, samtidigt som en kyrka ska ha byggts på templets tidigare plats. Enligt osäkra kungalängder skall Inge den äldre ha varit den nionde kungen efter Olof Skötkonung, som var den förste svenske konung som blev kristnad.
I och med Sveriges kristnande blev den Romersk-katolska läran statsreligion i Sverige. År 1164 fick Sverige sin första ärkebiskop, med ärkebiskopssätet i Uppsala. Efter en brand i den tidigare domkyrkan (i Gamla Uppsala) gav påven tillstånd att flytta biskopssätet ifrån Gamla Uppsala till nuvarande Uppsala (Östra Aros). Man började planera för kyrkobygget redan 1258. Kyrkan stod klar år 1435 och är än idag Skandinaviens största kyrkobyggnad. 1247 omnämns för första gången Uppsala franciskankonvent. Konventet kvarstår fram tills reformationen.
I och med reformationen lämnade Sverige den romersk-katolska kyrkan år 1527. 1571 års kyrkoordning hölls i Uppsala, och följdes år 1593 upp av Uppsala möte där det beslutades att samtliga svenska medborgare skulle vara en del av Svenska kyrkan. det beslutades också att den enda kyrkliga lära som skulle tillåtas var lutherdom, medan katolicism, kalvinism och zwinglism förbjöds.
Under 1700-, 1800- och 1900-talen infördes ökad religionsfrihet i Sverige. 1942 fick Uppsala sitt första katolska kapell på flera hundra år, och i dag finns Sankt Lars kyrka i Uppsala. År 1983 grundades även frikyrkan Livets Ord och år 1995 byggdes Uppsala moské.

## Urval av religiösa organisationer

Uppsala stift vapen.

### Svenska kyrkan
Uppsala stift, även kallat Uppsala ärkestift, är ett stift inom Svenska kyrkan som omfattar hela Uppsala och Gävleborgs län samt delar av Stockholms län. Stiftet omfattar från och med den 1 januari 2010 136 församlingar, 82 pastorat och 11 kontrakt.
I Uppsala stift finns två biskopar: dels fungerar ärkebiskop Antje Jackelén som biskop över Uppsala, Sigtuna samt Enköpings kontrakt, dels sedan år 2000 är Ragnar Persenius övriga stiftets biskop.

#### Ungkyrkorörelsen
Åren 1909–1911 genomfördes så kallade "studentkorståg" i många av Sveriges församlingar och Folkets Hus-lokaler. Bakom detta stod den inomkyrkliga ungkyrkorörelsen. Parollen "Sveriges folk - ett Guds folk" representerande folkkyrkotanken, det vill säga att kyrkan har en kallelse att förverkliga Kristi evangelium hos hela svenska folket. Rörelsen utgick från Uppsala och Uppsala Kristliga Studentförbund (grundat 1901) under medverkan av rörelsens förgrundsgestalter ärkebiskop Nathan Söderblom, biskop Einar Billing, biskop J.A. Eklund och uppsalastudenten Manfred Björkquist

#### Högkyrklighet
Sedan 1949 har Sankt Ansgars stiftelse verkat i Uppsala. Personer som var delaktiga i bildandet av stiftelsen var bland andra, Bengt Stolt och Gustaf Adolf Danell. 1961 fick stiftelsen invigdes stiftelsens kyrka som ligger i kungsgärdet. I anslutning till kyrkan finns även stiftelsen studenthem, Ansgarsgården. Stiftelsen har sedan 1960 haft flera olika föreståndare, bland annat: Fredrik Brosché, Karl-Gunnar Ellversson och Bo Brander. Sedan 2018 är Daniel Gustafsson föreståndare för stiftelsen. Nuvarande ordförande för stiftelsen är Oloph Bexell.  All verksamhet inom stiftelsen sköts ideellt.

#### Gammalkyrklighet
Kyrkliga förbundet för evangelisk-luthersk tro är sedan 1990-talet aktiva i Uppsala. Denna avdelning av förbundet heter Paulusgemenskapen, dessa har ett eget kapell vid Dag Hammarskjölds väg. Gemenskapen själva beskriver sig som konservativ och mån om att inte låta sig anpassa sig för samtidens uttryck och idéer. Gemenskapen är sedan några år tillbaka under episkopal tillsyn från Missionsprovinsen.

### Nyevangelism

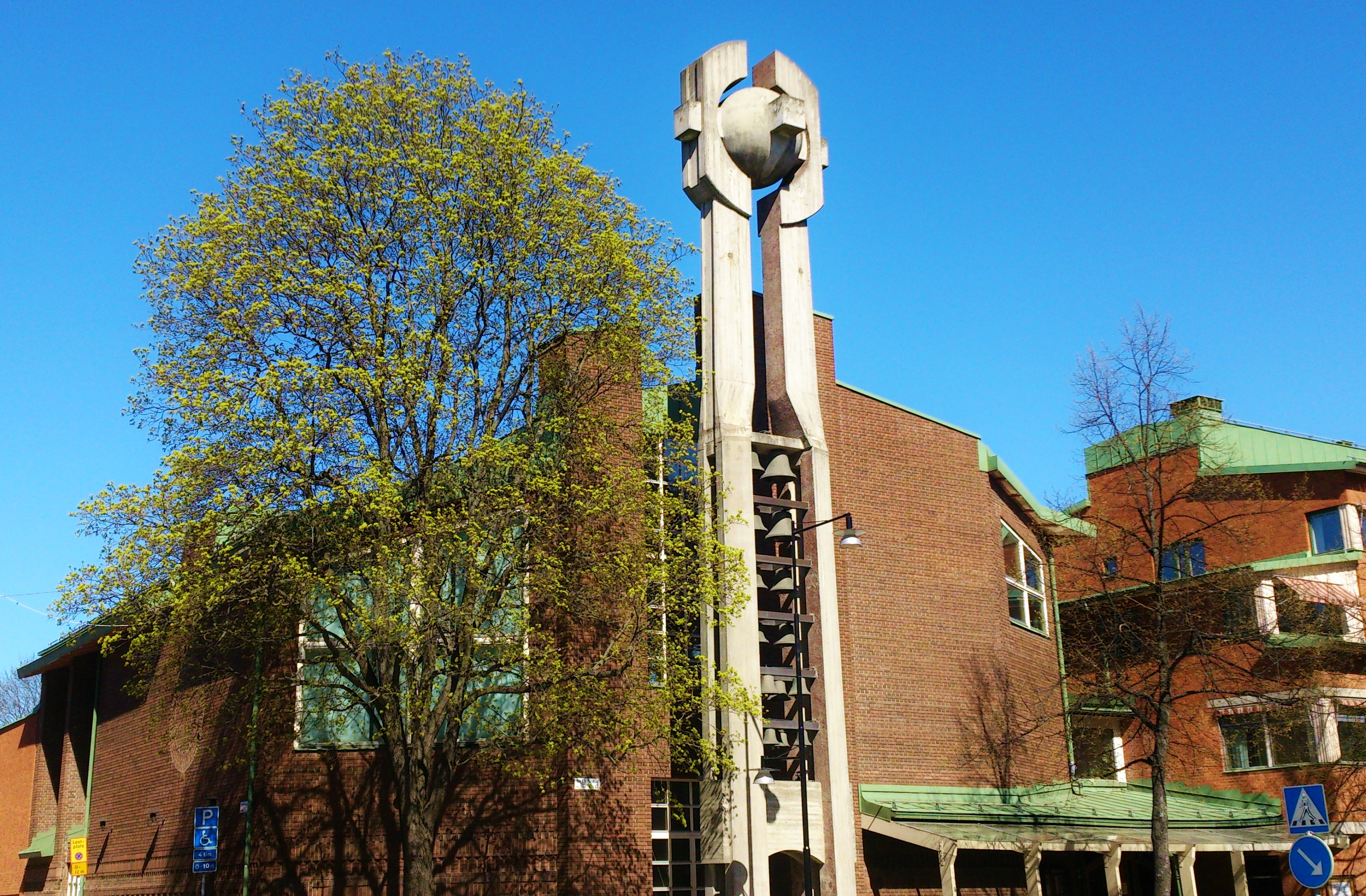
Missionskyrkan.

Uppsala utgör ett viktigt säte för grundandet av både Evangeliska Fosterlandsstiftelsen och Svenska Missionskyrkan. Det var nämligen här, år 1852, som tre studenter initierade möten för att diskutera hur man skulle nå ut med värdet i det kristna budskapet till fler medlemmar i Svenska kyrkan. Det var vid denna tid förbjudet att hålla möten utan prästens medverkan. Redan här föds alltså idén om lekmannaengagemang, vilket kommit att vara utmärkande för EFS. År 1856 bildas Uppsala Missionsförening. Denna förening slogs sedan ihop med en annan befintlig missionsförening, Uppsala stadsmission, och bildade år 1870 Uppsala stads missionsförening. Föreningen växte till den grad att den upprättade ett missionshus, som invigdes år 1875 och gick då under namnet Lutherska missionshuset. Men året därpå förrättades av P. P. Waldenström en skild nattvardsgång. Detta, i samband med andra olika oenigheter, ledde till att missionsföreningen splittrades - och år 1876 grundandet av Svenska missionsförbundet (sedermera Equmeniakyrkan) samt den lokala församlingen Uppsala Missionsförsamling.
Uppsala Missionsförsamling är idag en kyrka i centrala Uppsala med ca 450 medlemmar, tillhörande trossamfundet Equmeniakyrkan. Kyrkan lägger därmed stor vikt vid att vara en öppen kyrka, med låga trösklar för vem som får ta del av församlingen. Det är något som syns tydligt i församlingens verksamhet, som är starkt förknippad med Uppsala kulturliv. Med bland annat konsert- och replokaler, danslokaler, studiecentrum samt öppet hus-kafé. EFS-föreningen fortsatte i sin tur sin verksamhet för att till slut bli Lötenkyrkan, en samarbetskyrka mellan EFS och Gamla Uppsala församling i Uppsala stift. Kyrkan ligger vid Heidenstams torg i Uppsala och upprättades på initiativ av EFS, när EFS teologiska utbildning, Johannelunds teologiska högskola, flyttade till platsen. EFS missionsförening i Lötenkyrkan har knappt 400 medlemmar och ett omfattande barn- och ungdomsarbete.

### Baptism

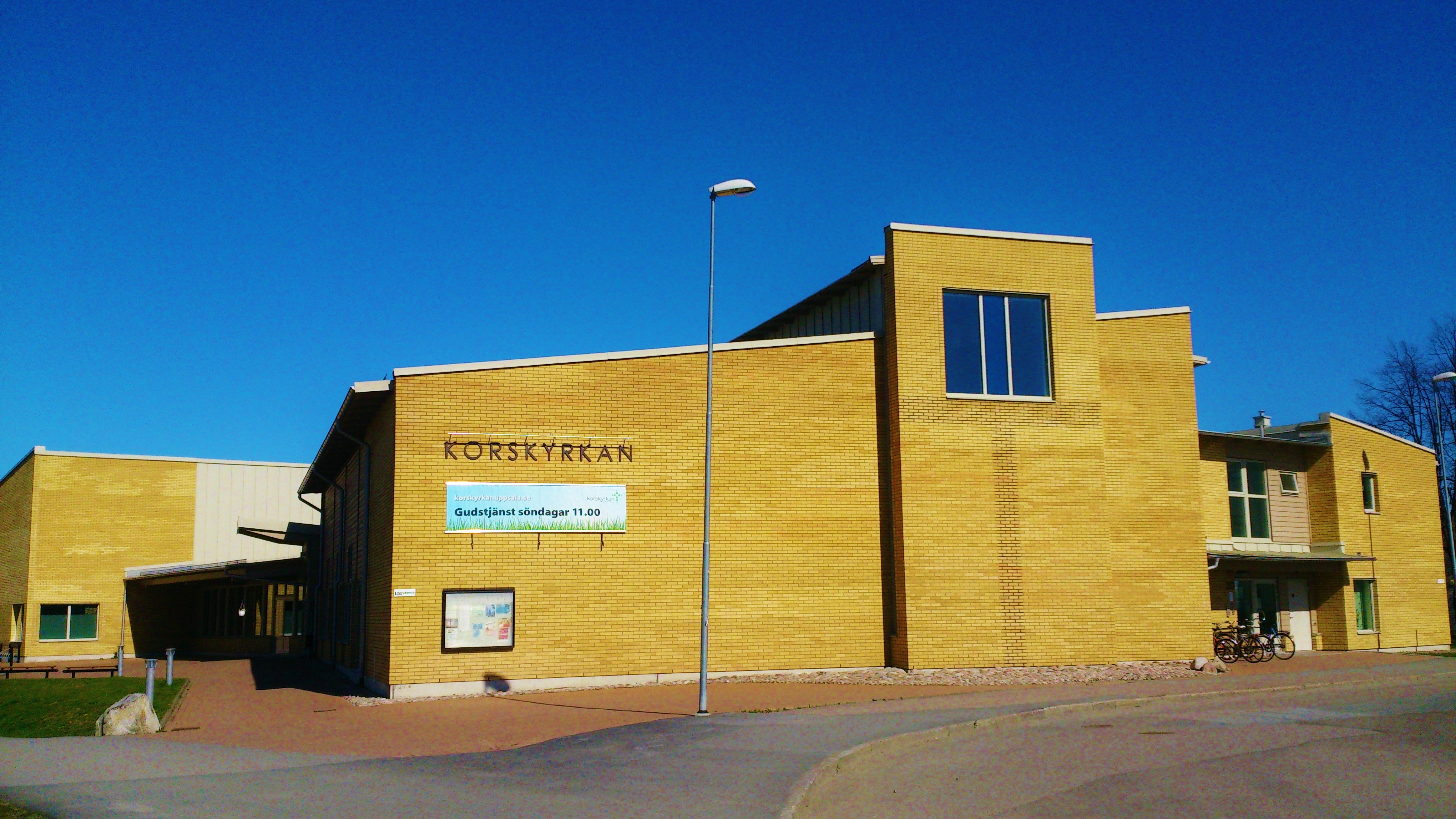
Korskyrkan.

År 1861 grundades Uppsala Baptistförsamling och är därmed den äldsta frikyrkan i Uppsala. Den var ansluten till Svenska baptistsamfundet, vilken år 2011 gick in i Equmeniakyrkan. Samma år firade Uppsala Baptistförsamling sitt 150-årsjubileum med bland annat medverkan av missionsföreståndare Karin Wiborn. År 2012 har församlingen cirka 150 medlemmar. Pastor och församlingsföreståndare är Helena Facchini. Verksamheten består av gudstjänster, gemenskapsgrupper i hemmen, ungdomsgrupp, dagledigträffar, bistånds- och missionsarbete, själavårdsteam, Öppen citykyrka, kören Singna, med mera.
Den 11 december år 1934 grundades Baptistförsamlingen Korskyrkan, då under namnet Betaniaförsamlingen. Den anslöts till samfundet Örebromissionen, sedermera Evangeliska Frikyrkan Församlingen har idag drygt 300 medlemmar. Sedan år 2006 är församlingens lokaler belägen på Väktargatan 2 i Kvarngärdet, och kyrkan är utsmyckad av Stina Wollters konstverk, bland annat ett uppståndelsekors som blickfång.

### Metodism

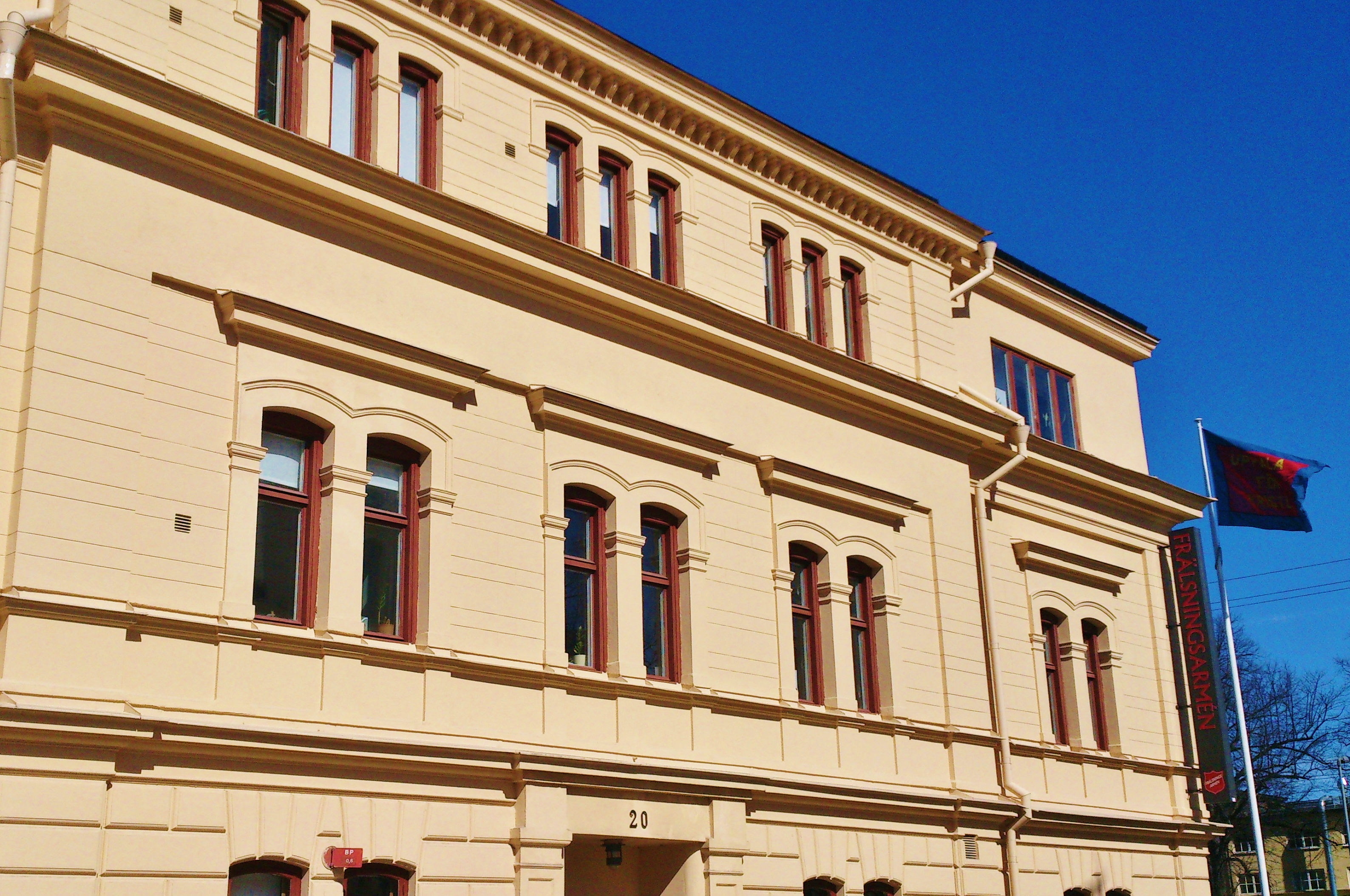
Uppsala-kåren.

År 1872 grundades i Uppsala en metodistförsamling, varpå en kyrkobyggnad upprättades år 1874 enligt osignerade ritningar. Ett år därefter invigdes kyrkan av metodistbiskop Matthew Simpson. Kyrkan gick under namnet S:t Johannis kyrka. På 1930-talet var församlingen aktiv, med omkring 700-800 deltagande söndagsskolebarn. Men redan under 1920-tal märktes i metodistförsamlingar från flera håll i Sverige att medlemsantalet sjönk. Vilket anades bero på en rädsla för bristen på andlighet, där Uppsala pekades ut som skräckexempel. Detta i och med stadens växande så kallade nyteologi eller Uppsalateologi, vilken ansågs beröva kristenheten från andlighet, mirakler och ibland även erkännandet av Jesus som gudomlig. Det var även av denna anledning som dåvarande Metodistkyrkans teologiska skola flyttades från Uppsala till Överås år 1923. Men att medlemsantalet då sjönk från omkring 900 till 300, misstänks även istället bero på valet att flytta skolan. Därefter fortsatte medlemsantalet sjunka fram till år 2002, då det fanns kvar ca 45 medlemmar varav 15 var aktiva. Av denna anledning sålde församlingen sina kyrkolokaler det året.
Den 11 oktober 1883 marscherade en stor skara frälsningssoldater längs Kungsgatan i Uppsala. De hade kommit från Stockholm för att skapa anläggning i universitetsstaden och på så sätt sprida evangeliet. Kort efter detta grundas Uppsalas församling inom Frälsningsarmén, Uppsala-kåren, som räknar sin existens från och med den 11 december 1883 då armén drog in i Teatern. I början av februari 1884 blev den nya lokalen på Skolgatan 20 färdig att tas i bruk. Major Hanna Ouchterlony, betraktad som grundare av Frälsningsarmén i Sverige såväl som i Norge, ledde invigningsmötet den 12 februari och föreslog därmed att lokalen skulle kallas Arken. Sedan 1893 är kåren belägen på S:t Persgatan 20, i det tidigare Sankt Perskapellet vilket använts som gudstjänstlokal under domkyrkans restaurering. Armén döpte kapellet till Templet. Uppsala-kåren bestod snart av en stor trupp underofficerare, soldater och rekryter samt en mycket livaktig verksamheten bland barn och ungdomar. Det var genom Uppsala-kårens verksamhet som man också kunde bilda kårer i Vittinge, Alunda och Harbo.

### Pentekostalismochneopentekostalism

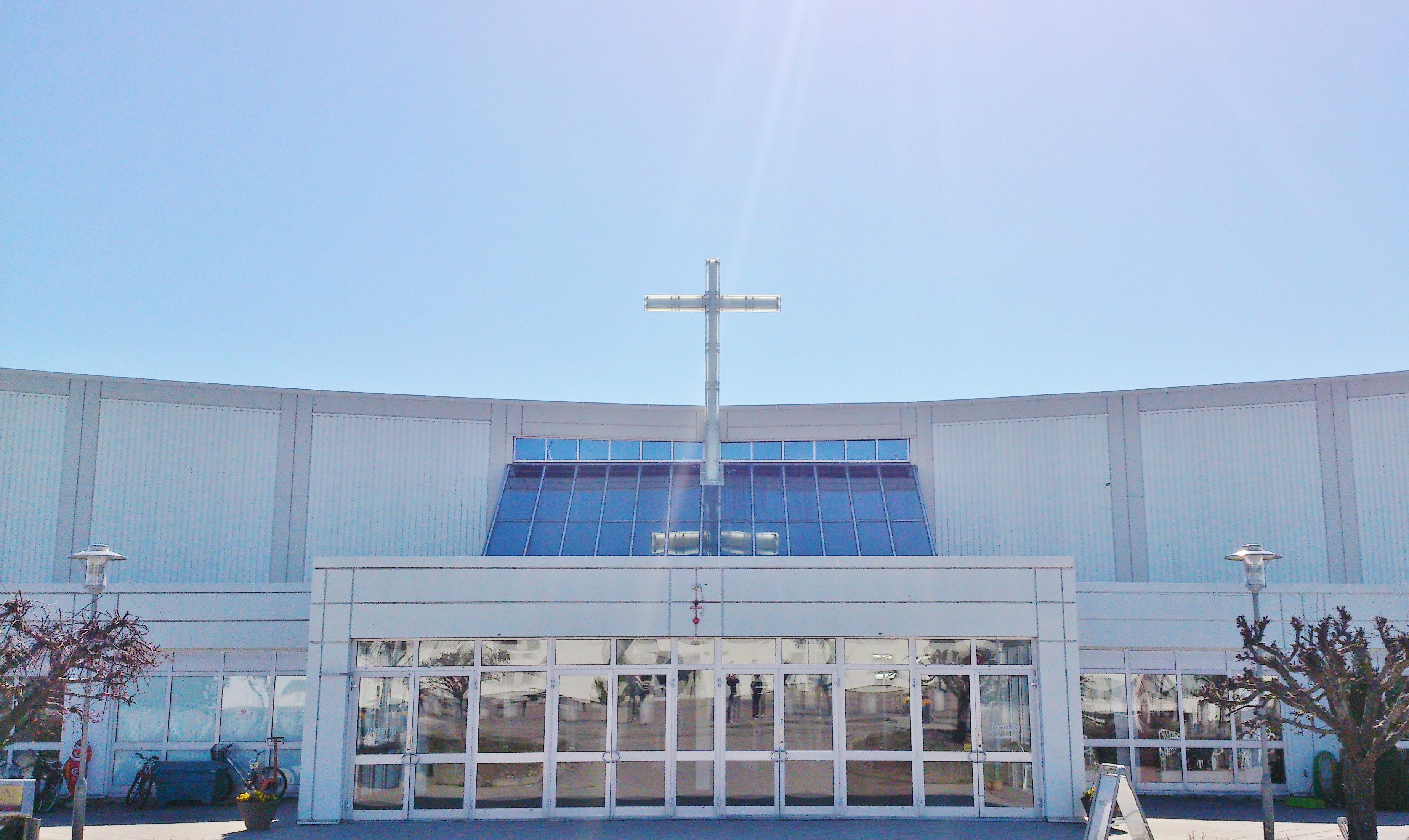
Livets Ord.

Uppsalas första pentekostala församling, Uppsala Pingst, grundades så tidigt som den 21 september 1916 (Sveriges första pingstförsamling dateras till omkring 1913). Redan före församlingsbildandet existerade en fristående bönegrupp som sedan 1914 reste till den första pingstförsamlingen, Filadelfia i Stockholm för undervisning m.m. Gruppens första offentliga möte i Uppsala hölls sommaren 1915 vid Gamla Slottskällan där pingstledaren Lewi Petrus predikade. Den 1 mars 1967 invigdes församlingen nuvarande kyrka på S:t Persgatan 9. Församlingen är pingströrelsens sjätte största församling, med ett medlemsantal på omkring 550. Åsa "Kristi brud" Waldau, som fälldes för misshandel relaterad till Knutbydramat, verkade som barnpastor i Uppsala Pingst från 1990 tills hon blev utsparkad från församlingen år 1993. Detta med motiveringen att hon hade alltför intim relation med tonåringar i församlingen, trots att hennes anställning var som barnpastor och inte ungdomspastor. Ledningen i Uppsala Pingst menar att Åsa Waldau redan hade börjat ta över Filadelfiaförsamlingen i Knutby medan hon var verksam i Uppsala Pingst.
Ulf och Birgitta Ekman grundade år 1983 den första Trosrörelse-baserade församlingen i Uppsala, Livets Ord. Församlingen engagerade redan vid starten engagerat många, då dess bibelskola som startades samma år omfattade omkring 200 elever. Sen dess har dess verksamhet expanderat till att agera som huvudman för en hel skolverksamhet från förskola till gymnasium, samt en teologisk utbildning på högskolenivå. Den har planterat församlingar i fler svenska städer, såsom Jönköping och Göteborg, men även i andra länder såsom Ryssland. Livets Ord i Uppsala leds idag av pastor Joakim och hans hustru, lovsångsledaren Maria Lundqvist. Detta efter att Ulf Ekman gått i pension, och hans tillsammans med sin hustru lämnade Livets Ord för att konvertera till katolska kyrkan. Något som ansågs kontroversiellt, då Ulf Ekman och Livets Ord tidigare riktat hård kritik mot katolska kyrkan. Särskilt under Ekmans tid som huvudpastor har Livets Ord kallats en sekt av kritiker och avhoppare som sagt sig trakasserats av församlingen.

### Romersk-katolsk kristendom
Efter Uppsala möte hade Uppsala ingen katolsk kyrka fram tills 1900-talet, och katolska högtider firades endast i privata hem. Under 1930-talet återkom behovet av en katolsk kyrka i Uppsala och 1943 grundades Uppsalas första katolska kapell sedan reformationen. 1985 invigdes Sankt Lars kyrkocentrum. Församlingen samlar enligt egen utsago uppskattningsvis 2 600 medlemmar från cirka 70 olika länder.
Ordenssällskapet Missionssystrarna av Marie heliga namn har sitt kloster Mariero beläget intill Kyrkan, och Mariasystrarna är även Sankt Lars kyrkas församlingssystrar.

### Ortodox kristendom

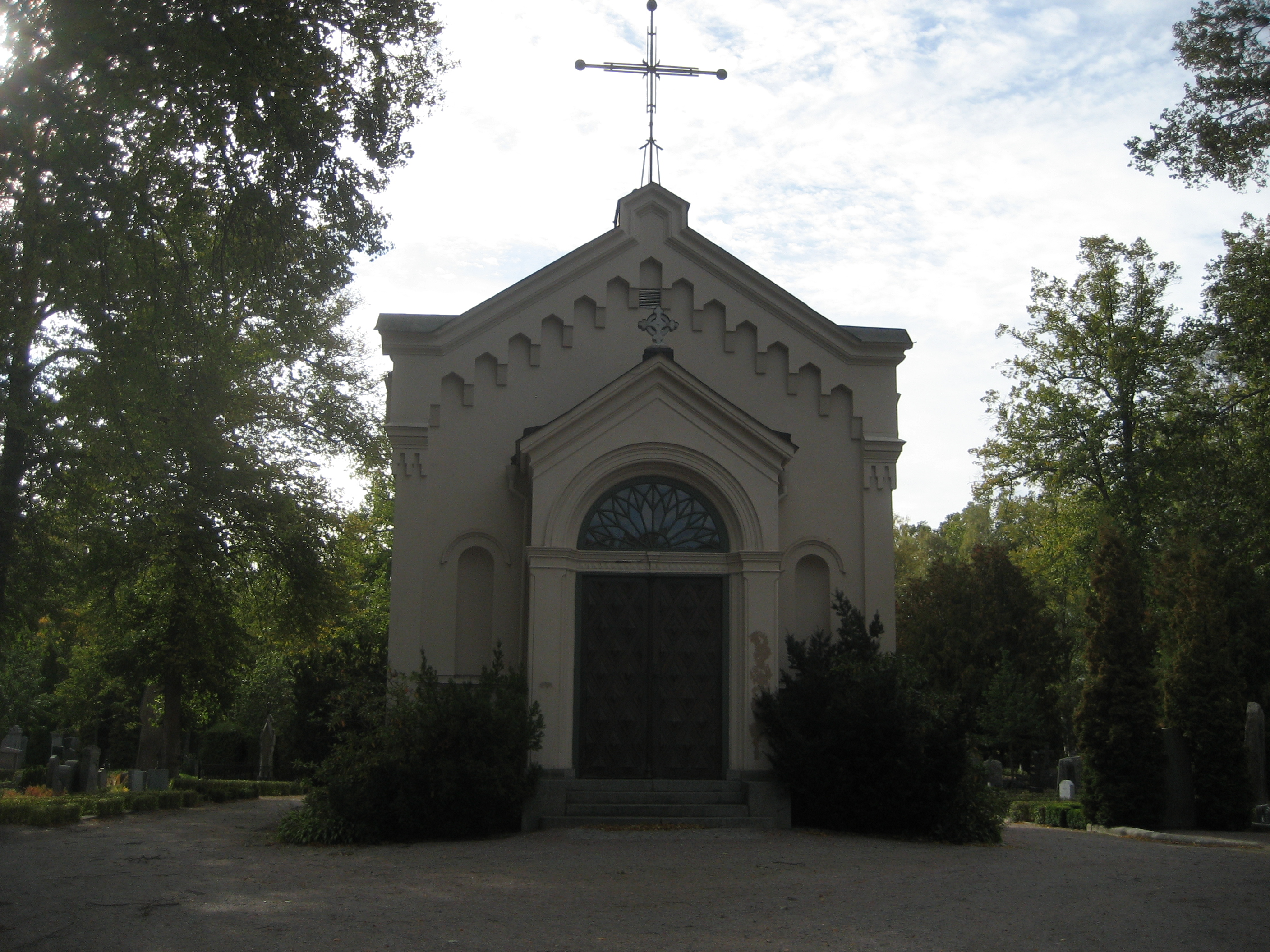
Kapellet Theotokos avsomnande på Uppsala gamla kyrkogård.

I Uppsala finns fyra ortodoxa församlingar verksamma, varav tre följer den gamla stilens kalender och en den nya stilen. Aposteln Paulus Grekisk-Orthodoxa kyrka är belägen på Sysslomansgatan 46 och följer den nya stilen. Kyrkan hade tidigare ägts av Svenska missionsförbundet och införskaffades av Ortodoxa metropolitdömet Sverige och Skandinavien år 1976 som en av Sveriges första ortodoxa kyrkor. Under sina första år verkade kyrkan som den Skandinaviske metropolitens katedral, men denna funktion har nu flyttats till Sankt Georgios kyrka i Stockholm. År 1997 grundades den Grekisk-ortodoxa kyrkan Theotokos avsomnande, kopplad till Den sanna grekisk-ortodoxa kyrkan, som sedan 2001 driver sin verksamhet i gravkapellet vid Uppsala gamla kyrkogård enligt den gamla stilen. Utöver dessa håller även en serbisk-ortodox och  en rysk-ortodox församling gudstjänster i staden men utan egna fasta lokaler.

### Kristendomsavvikande
Jesu Kristi Kyrka av Sista Dagars Heliga, även kallade mormoner, har sitt kapell på S:t Johannesgatan intill luthagsesplanaden i Uppsala. Församlingen tillhör Stockholms stift och mottar regelbundet utländska och svenska missionärer. En av mormonkyrkans tidigaste medlemmar i Sverige kom från Uppsala. Det var en kvinna vid namn Lovisa Munter som blev medlem i kyrkan redan 1886, trettiosex år efter att den första missionären, svensken John Forsgren, kallats av dåvarande presidenten Brigham Young att ta läran till Sverige från Utah. Församlingen i Uppsala tillhör Stockholm stav.
Jehovas Vittnen har sin samlingslokal, en så kallad Rikets sal,  på Bergsbrunnagatan i Uppsala. Till Uppsalas Rikets sal hör 4 församlingar, en församling för norra Uppsala, en för södra, samt en engelskspråkig och en spansktalande.

### Islam

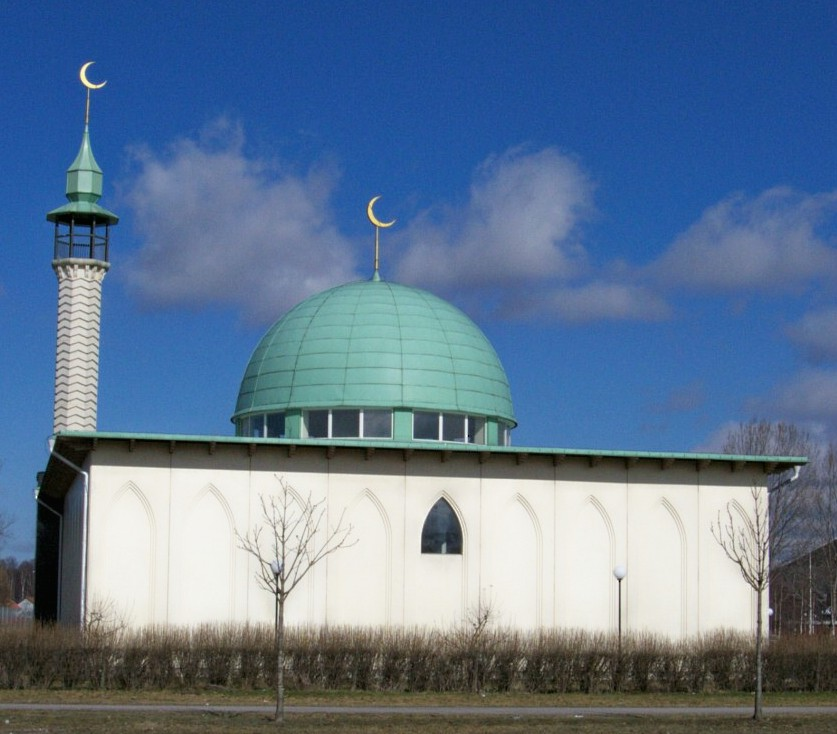
Uppsala moské.

Uppsala moské uppfördes 1995 och ligger i hörnet av Vattholmavägen och Gamla Uppsalagatan i stadsdelen Kvarngärdet i Uppsala.
Moskén ägs av Islamiska föreningen i Uppsala. En stor del av driften bekostas genom bidrag från Samarbetsnämnden för statsbidrag till trossamfund (SST).

## Teologisk utbildning i Uppsala
Se även Utbildning i Uppsala

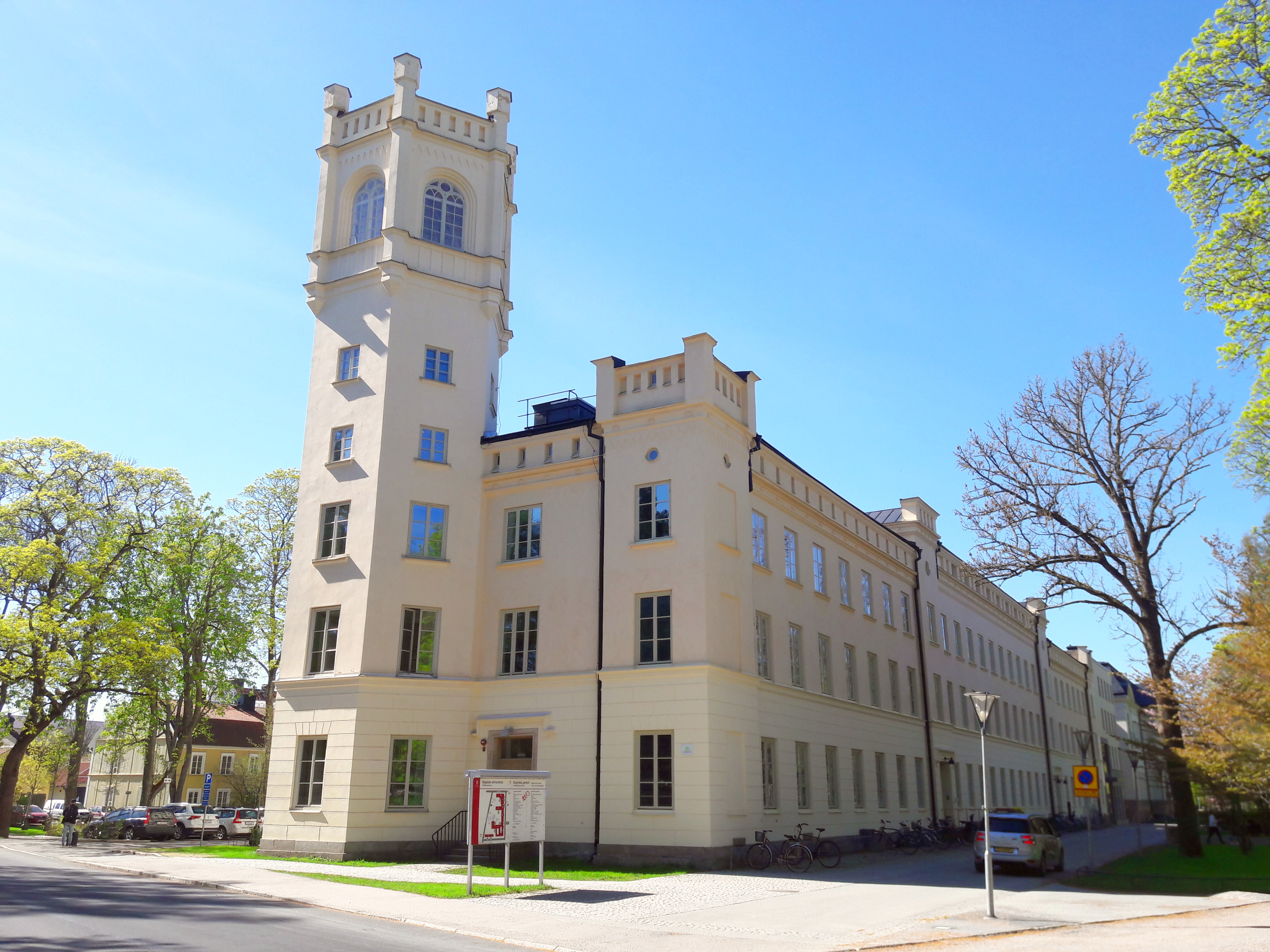
Teologiska fakulteten, Engelska parken.

Den första kända teologiska utbildningen i Uppsala är Katedralskolan, vilken grundades år 1246. Liksom andra katedralskolor i Sverige så var denna centrum för 1200-talets klerikala utbildning av präster och kyrkliga funktionärer i Uppsala. Efter reformationen sekulariserades katedralskolorna successivt, och övergick i läroverk, sedermera gymnasieskola.
- Teologiska fakulteten vid Uppsala universitet
Teologiska fakulteten eller Teologiska institutionen i Uppsala är en del av Uppsala universitet men bär eget ansvar för administration och ekonomi under ledning av en dekanus. Med Uppsala som Sveriges ärkestift sedan 1164 är det naturligt att Teologiska fakulteten i Uppsala är Sveriges största forsknings- och utbildningsenhet för frågor som rör religion. Den teologiska fakulteten är den äldsta av de fyra klassiska fakulteterna (teologi, juridik, medicin och humaniora) och finns i Sverige idag endast vid Uppsala universitet och Lunds universitet (Humanistiska och teologiska fakulteterna).  Först 1831 började man utbilda blivande präster för tjänst i Svenska kyrkan. Dessförinnan bedrevs prästutbildningen i Sverige vid de olika stiftsstädernas gymnasier (katedralskolor).Till hösten 2020 blir Teologiska fakulteten vid Uppsala universitet först ut i Sverige med ett utbildningsprogram inom även islamisk teologi.[24]
- Svenska kyrkans Utbildningsinstitut
Svenska kyrkans Utbildningsinstitut (populärt och internt Skuttis) är en utbildningsinstitution förlagd på två orter, Lund och Uppsala. I Uppsala håller verksamheten till i gamla Fjellstedtska skolan. Här utbildas blivande präster, diakoner, församlingspedagoger och kyrkomusiker för framtida tjänst inom Svenska kyrkan. Vid utbildningsinstitutets grundande år 20214 ersatte den det tidigare pastoralinstitutet som riktade sig in på att utbilda enbart präster, på så sätt samlades alla Svenska kyrkans profilutbildningar under en och samma institut.
- Johannelunds Teologiska Högskola
Johannelunds Teologiska Högskola är en fristående högskola och bibelskola som ägs av EFS och utbildar präster och pastorer. Lokalerna ligger i direkt anslutning till EFS-församlingen i Lötenkyrkan. Huvuddelen av studenterna utbildas för prästtjänst inom Svenska kyrkan, för anställning direkt av kyrkan eller genom EFS. Vid skolan studerar också lärarstudenter och lekmän som vill läsa kortare utbildningar i teologi. År 2010 läste sammanlagt cirka 170 studenter vid Johannelund.
- Newmaninstitutet

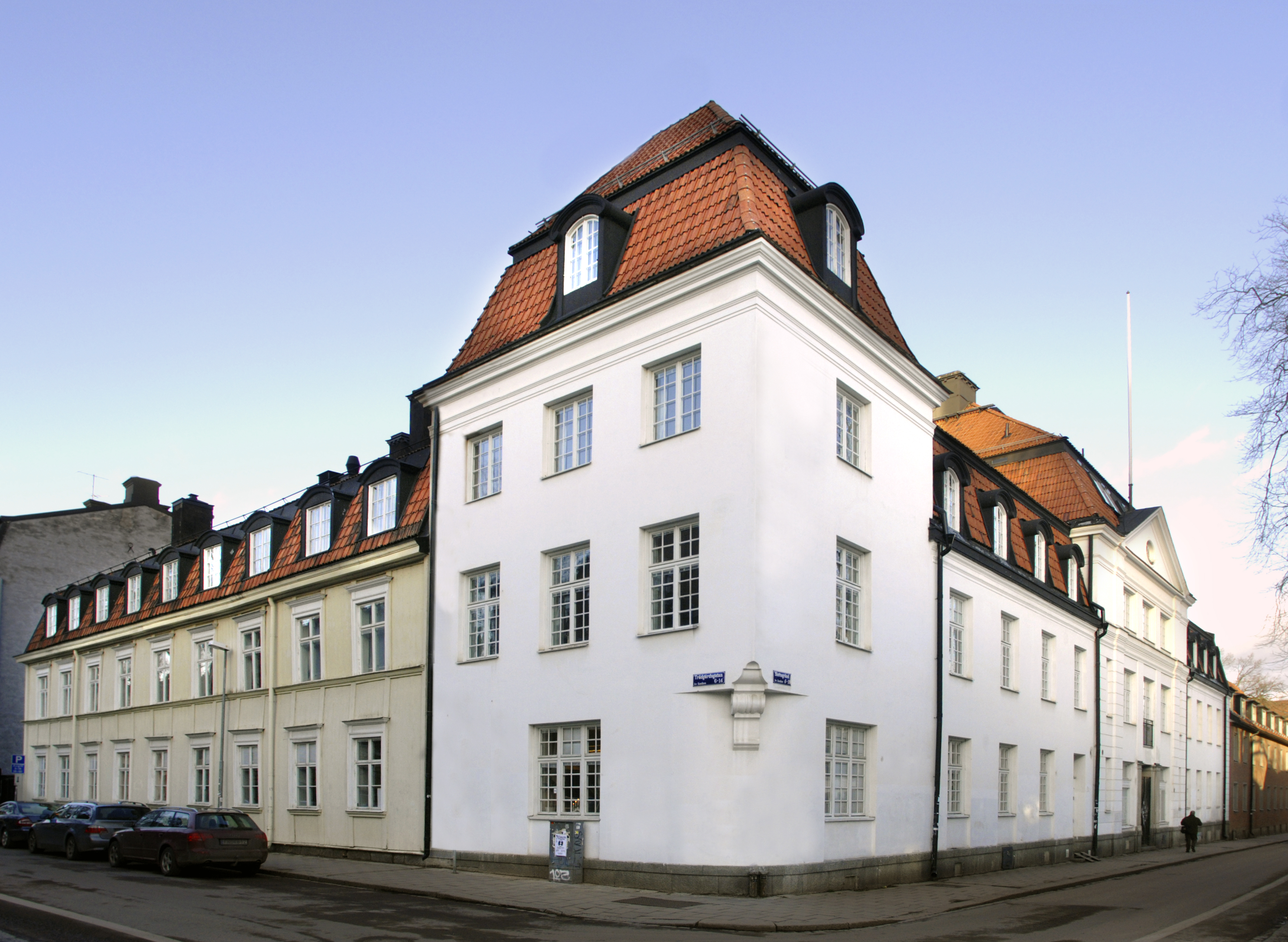
Newmaninstitutet, Slottsgränd.

Newmaninstitutet, Slottsgränd.Newmaninstitutet är en privat katolsk högskola belägen i Uppsala med inriktning mot teologi, filosofi och kultur. Institutet, som grundades 2001 av Jesuitorden och erhöll statlig ackreditering som högskola 2010, är namngivet efter den brittiske tänkaren, författaren och kardinalen John Henry Newman (1801–1890). Rektor är Philip Geister, lektor i teologi. Institutet har ett nära samarbete med den romersk-katolska församlingen i Sankt Lars kyrka. Större delen av utbildningen i filosofi och teologi för blivande katolska präster i Sverige är sedan 2007 förlagd till institutet.
- Fjellstedtska skolan
Fjellstedtska skolan var först ett privat internatläroverk i Uppsala, grundat 1862 och nedlagt 1982, med huvudinriktning att förbereda för akademiska studier i teologi och prästtjänst i Svenska kyrkan. Sedan 1982 arbetar Stiftelsen Fjellstedtska skolan som teologiskt fortbildnings- och kursinstitut. Stiftelsen äger fortfarande en större fastighet mellan Fyrisån och Östra Ågatan i centrala Uppsala där, förutom stiftelsens egen verksamhet, lokaler också finns för Svenska kyrkans utbildningsinstitut.
- Skandinavisk Teologisk Högskola
Skandinavisk Teologisk Högskola är en fristående evangelisk, karismatisk utbildning, som ersatte den tidigare Livets Ords Teologiska Seminarium år 2014.
- Pingstförsamlingarnas Teologiska SeminariumPingstförsamlingarnas Teologiska Seminarium (PTS) var Sveriges enda högre utbildning i teologi med inriktning mot pentekostal teologi, med säte i Uppsala. Seminariet var en treårig ledarutbildning för blivande pastorer och andra slags församlingsledare inom pingströrelsen. Seminariet hade även ett samarbete med Teologiska fakulteten, Uppsala universitet och därtill formatet Institutet för pentekostala studier. Från och med hösten 2011 ersattes PTS av Akademi för Ledarskap och Teologi i samverkan med Svenska Alliansmissionen och Evangeliska Frikyrkan
- Metodistkyrkans Teologiska Skola
Metodistkyrkans Teologiska Skola var namnet på skolan under den tid den var belägen i Uppsala. Den var Metodistkyrkans utbildning för blivande pastorer på fyra år och för andra teologiintresserade. Skolan grundades först som en predikantskola i Örebro år 1874, flyttades ett par år senare till Stockholm och sedan till Uppsala år 1883. Från mitten av 1890-talet blev den känd under namnet Metodistkyrkans teologiska skola eller bara Teologiska skolan.[25] År 1924 flyttas skolan återigen, från Uppsala till Överås. Motiveringen bakom denna flytt var rädslan för den så kallade Uppsalateologin, speciellt från norskt håll - i och med att skolan ombildats från en svensk till en skandinavisk angelägenhet. Efter detta gick skolan istället under namnet Metodistkyrkans Teologiska Seminarium År 2007 lades skolan ner för att gå in i Teologiska högskolan Stockholm.